# تیانوو (استان خاسکوو)
تیانوو (به بلغاری: Tyanevo) یک منطقهٔ مسکونی در بلغارستان است که در شهرستان سیمئونوفگراد واقع شده‌است.